# Focus 8
Focus 8 è l'ottavo album in studio del gruppo progressive rock olandese Focus, pubblicato nel 2002.

## Tracce
1. Rock & Rio (Thijs van Leer) – 3:27
2. Tamara's Move (Jan Dumée) – 5:17
3. Fretless Love (van Leer) – 6:08
4. Hurkey Turkey (T. van der Kaaij, van Leer) – 4:15
5. De ti o de mi (Bobby Jacobs) – 6:30
6. Focus 8 (van Leer) – 6:19
7. Što Čes Raditi Ostatac Života? (Dumée) – 5:26
8. Neurotika (van Leer) – 3:47
9. Brother (Roselie van Leer, van Leer) –  5:39
10. Blizu tébe (Dumée) – 6:38
11. Flower Shower (van Leer) – 5:41

## Formazione
- Thijs van Leer - tastiere, flauto, voce
- Jan Dumée - chitarra, voce
- Bobby Jacobs - basso
- Bert Smaak - batteria